# Čínský racek
Čínský racek, též čínský holub je plemeno holuba domácího, nápadné pernatými ozdobami, límcem na krku a poduškami z peří na hrudi a holeních. Navzdory svému názvu nepochází z Číny, plemeno bylo vyšlechtěné v Německu. V seznamu plemen EE patří do plemenné skupiny strukturových plemen je zapsán pod číslem 0609.

## Historie
Pravlastí plemene je severní Afrika, odkud se drobní holubi se zkadeřeným peřím dostali do Španělska, kde vznikl čínskému rackovi podobný španělský correra. Do Německa se ptáci dostali v druhé polovině 19. století a to pod názvem čínský racek, exotické jméno mělo za cíl zvýšit jejich cenu na trhu.
Čínský racek je ve své podstatě skutečně racek, příslušník plemenné skupiny okrasných holubů s kulatou hlavou a  pernatou náprsenkou na hrudi. Protože se však jeho šlechtění postupem času zaměřilo na rozvoj pernatých ozdob, řadí se dnes mezi strukturová plemena, pro které je vyšlechtění těchto ozdob a zvláštní struktury peří charakteristickým znakem.

## Charakteristika
Čínský racek je malý holoubek, který však působí statným dojmem. Jeho postava je krátká, široká a působí hluboce. Hlava je lehce protáhlá, s vysokým a širokým čelem, které tvoří s temenem až do záhlaví středně vysoký, jemný oblouk. Vyloženě kulatá hlava není cílem chovu čínského racka, tímto se čínský racek odlišuje od jiných plemen racků. Zobák je široce nasazený, z profilu dotváří obloukovitou linii hlavy, je kratší, ale přesto stále středně dlouhý a barvou odpovídá barvě opeření. Ozobí je hladké, nepříliš rozvinuté, oči naopak velké, s živým výrazem a duhovkou oranžové až rybízové barvy, v bílém opeření jsou oči tmavé. Obočnice jsou nenápadné a hladké. Krk je krátký a široce nasazený a zvýrazňuje šířku prsou. Hrdlo ptáka je vyplněné dobře vyvinutým lalůčkem. Trup je krátký a široký s lehce spadajícím hřbetem, křídla lehce spočívají na krátkém a úzce složeném ocase. Nohy jsou nízké a široce nasazené, s neopeřenými běháky.

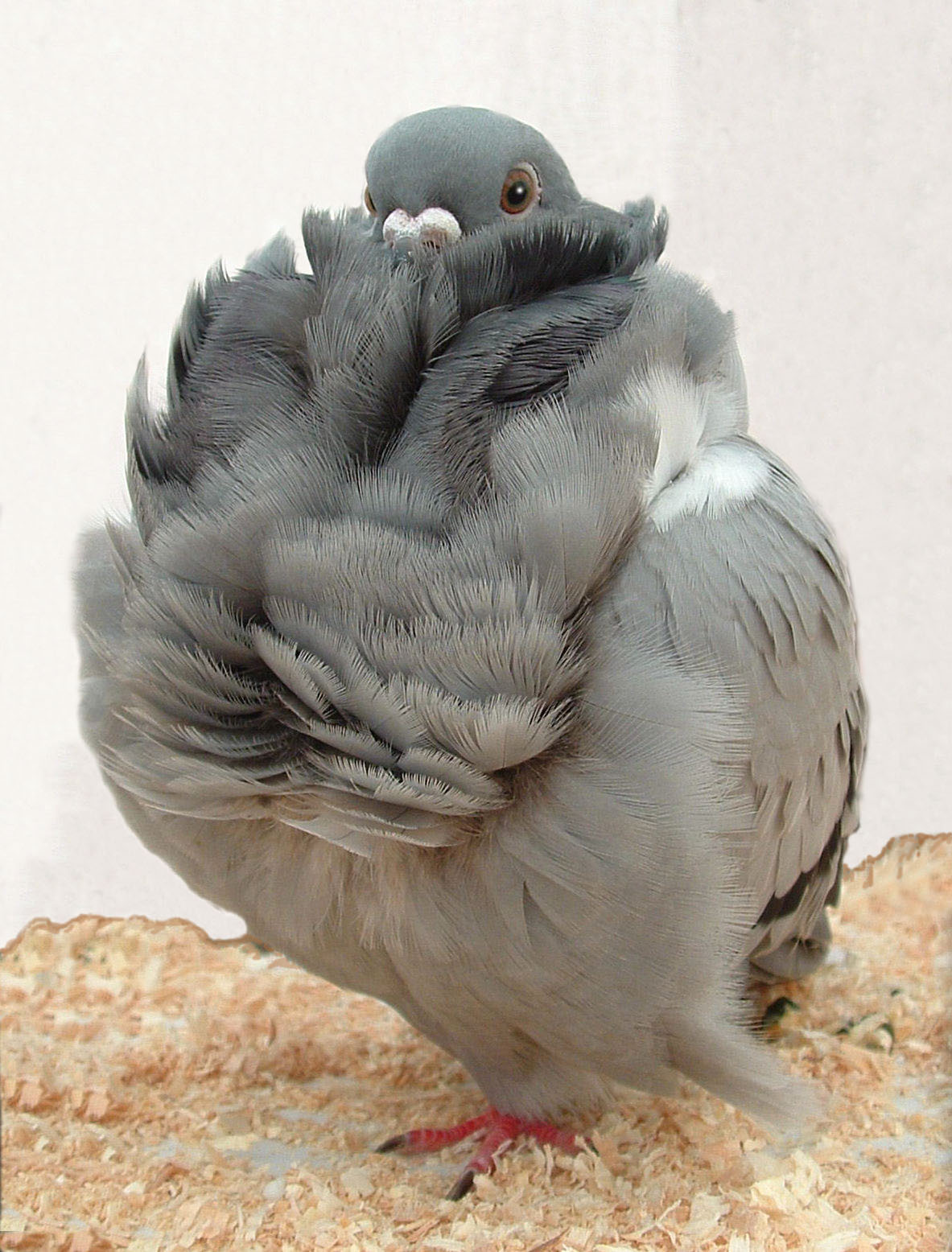
Čínský racek modrý a jeho pernaté ozdoby zepředu

Nejdůležitějším znakem čínského racka je jeho peří. Opeření je bohaté a měkké a bohatě rozvinuté jsou také pernaté ozdoby, kterých má toto plemeno asi nejvíce ze všech plemen. Pernatá náprsenka racků je u čínského racka zvláště vyvinutá, rozdělená vodorovnými pěšinkami na tři díly: Horní díl tvoří límec, který zakrývá asi 1/4 krku. Je tvořený vzpřímeně rostoucími pery, je hustě propeřený, zasahuje od hrdla na obě strany krku, na hlavě sahá až ke spodnímu okraji očí a na šíji přechází v hřívu. Střední a dolní část tvoří podušky. Hodní poduška je tvořená dlouhými a širokými pery, které rostou směrem nahoru, kryjí celé vole a dosahují až k límci. Od jednoho ohbí křídla k druhému se táhne pěšinka široká 1-2 mm, která odděluje hodní a dolní podušku. Dolní poduška je tvořena měkkým peřím, které roste dolů a do stran a které zakrývá ohbí křídel. Dolní poduška přechází v kalhotky na stehnech. Další pernaté podušky jsou na přední straně obou holení, peří se v nich rozprostírá do všech stran a mělo by sahat až po prsty ptáka.
Chová se v celé řadě barevných a kresebných rázů, mezi nejznámější patří ráz bílý, černý, modrý a modrý kapratý, stříbřitý a stříbřitý kapratý, červený a červený kapratý, žlutý a žlutě kapratý, červený a žlutý plavý, bělouš, tygr a štítník a běloštítní a barevnoocasí holubi.
Je to klidný pták vhodný do voliéry, jeho chov je snadný, nemá žádné speciální nároky, je plodný a k odchovu nepotřebuje chůvy, naopak on sám může plnit roli chůvky pro krátkozobá plemena.